# Drusus-kő (Aquincum)
A Drusus-kő egy római kori építési felirat töredéke, amit 1937-ben találtak meg Aquincumban, a légiós tábor déli falától 300 méterre. Nevét onnan kapta, hogy a töredékesen megmaradt szöveget hibásan egészítették ki, emiatt a legkorábbi aquincumi katonai tábor építését Drusus 19-20 körüli illyricumi hadjáratával hozták kapcsolatba. Ezzel egyidejűleg a követ a Duna-határ (limes) korai elfoglalására és kőtáborokkal való megerősítésére hozták fel bizonyítékként.
A feliratot 1970-ben Tóth Endre és Vékony Gábor újraértelmezte, és bizonyította, hogy a kőtábort Vespasianus uralkodása alatt (69-79), ill. a feliraton említett Caius Calpetanus Rantius Quirinalis Valerius Festus helytartósága alatt építették. A felirat így elvesztette Pannónia római elfoglalásának korai időpontjára vonatkozó bizonyító erejét. A kő ma az Aquincumi Múzeumban található.

## Ajánlott irodalom
- Tóth Endre-Vékony Gábor: Beiträge zur Pannoniens Geschichte im Zeitalter des Vespasianus (Acta Archaeologica Hungarica 22, 1970, 133-161.)
- Németh Margit-Kérdő Katalin: Zur Frage der Besatzung von Aquincum im 1. Jh. (Studien zu den Militärgrenzen Roms III. Stuttgart, 1986, 384-388.)

## Külső hivatkozás
A Drusus-kő